# 岩手県道107号矢越停車場線
岩手県道107号矢越停車場線（いわてけんどう107ごう やごしていしゃじょうせん）は、岩手県一関市を通る一般県道である。

## 概要
JR東日本 大船渡線 矢越駅北口から北方向国道284号交点までの短距離路線である。

### 路線データ
- 実延長 : 112.0 m[1]
- 起点：矢越停車場[1]（矢越駅）
- 終点：一関市室根町矢越[1]（国道284号交点）

## 歴史
- 1976年（昭和51年）10月1日 - 県道に認定される[1]。

## 地理

### 交差する道路

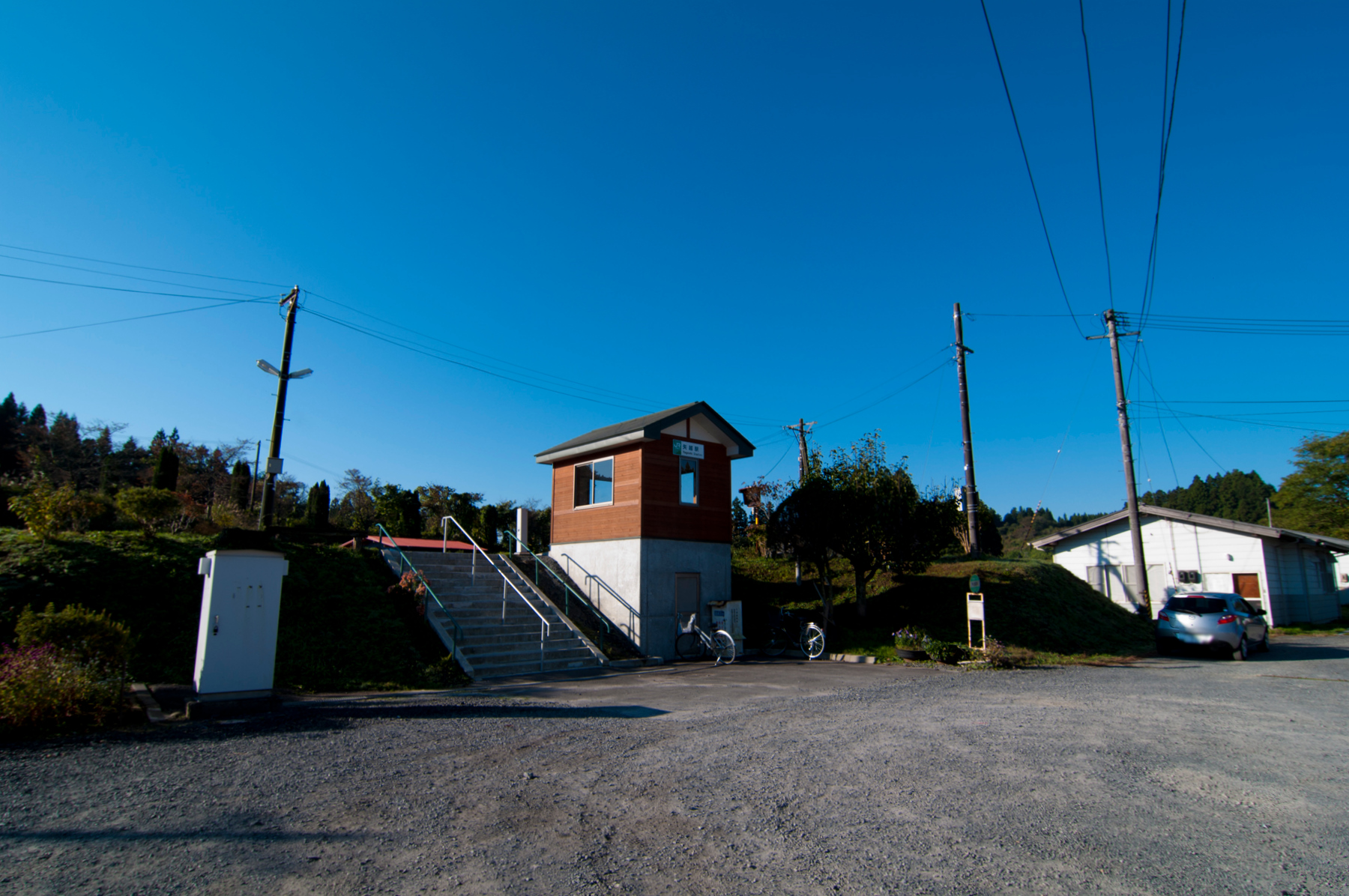
矢越駅舎

- 国道284号（一関市室根町矢越、終点）

### 沿線の施設など
- JR東日本 大船渡線 矢越駅